# Dejalma Pereira Dias dos Santos
Dejalma Pereira Dias dos Santos, més conegut com a Djalma Santos, (São Paulo, 27 de febrer de 1929 - Uberaba, 23 de juliol de 2013) fou un futbolista brasiler que jugava de defensa dretà.

## Trajectòria
Va participar amb la selecció brasilera a les copes del Món de 1954, 1958, 1962 i 1966, guanyant les de Suècia 58 i Xile 62. Fou el primer futbolista brasiler en assolir les 100 internacionalitats, per un total de 111 (98 oficials). Actualment (a data de 2008) és el cinquè futbolista que més partits ha jugat amb la selecció.
Pel que fa a clubs, defensà els colors de la Portuguesa, el Palmeiras i l'Atlético Paranaense.
Pelé el va incloure dins de la seva llista dels 125 més grans futbolistes vius el març del 2004.